# Васильев, Иван Фролович
Иван Фролович Васильев (8 декабря (21 декабря) 1909 года, дер. Пронькино (ныне Ирменский район), Барнаульский уезд, Томская губерния, Российская империя, — 28 сентября 1970 года, г. Томск, РСФСР, СССР) — советский партийный государственный деятель, председатель Томского облисполкома (1952—1967).

## Биография
Член ВКП(б) с 1929 г. В 1941 г. окончил Московскую сельскохозяйственную Академию имени К. А. Тимирязева.
С 1919 по 1927 год работал в коммуне «Советское Красное знамя» трактористом, заведующий хозяйством, был председателем коммуны.
- 1927—1931 гг. — председатель Пронькинского сельского Совета, инструктор исполнительного комитета Ордынского районного Совета,
- 1931—1934 гг. — в войсках ОГПУ
- 1934—1941 гг. — заместитель директора Верхирменской машинно-тракторной станции, директор Суминской машинно-тракторной станции (Новосибирская область),
- 1941—1946 гг. — директор Новосибирской государственной селекционной станции,
- 1946—1952 гг. — первый секретарь Болотнинского районного комитета ВКП(б) (Новосибирская область), заведующий Новосибирским областным сельскохозяйственным отделом, первый заместитель председателя областного исполнительного комитета, секретарь облисполкома,
- 1952—1967 гг. — председатель исполнительного комитета Томского областного Совета. Внёс существенный вклад в освоение целинных и залежных земель, развитие сельского хозяйства и промышленных предприятий Томска и области.

С февраля 1967 г. на пенсии.
Неоднократно избирался депутатом Верховного Совета РСФСР, делегатом XIX, XX, XXI, XXII, XXIII съездов КПСС.

## Награды
- 3 ордена Трудового Красного Знамени (в т.ч. 22.12.1959)
- медали